# 麥克雷鎮區 (阿肯色州懷特縣)
麥克雷鎮區（英語：McRae Township）是位於美國阿肯色州懷特縣的一個行政鎮區。

## 地方資料
麥克雷鎮區的面積為50.33平方千米，當中陸地面積為50.09平方千米，而水域面積為0.24平方千米。根據2010年美國人口普查的數據，當地共有人口1285人，而人口密度為每平方千米25.53人。